# Kuusijärvi (sjö i Finland, Lappland, lat 67,02, long 26,35)
Kuusijärvi är en sjö i Finland. Den ligger i kommunen Sodankylä i landskapet Lappland, i den norra delen av landet, 800 km norr om huvudstaden Helsingfors. Kuusijärvi ligger 189 meter över havet. Arean är 78,8 hektar och strandlinjen är 4,2 kilometer lång. Sjön  ingår i Kemi älvs huvudavrinningsområde. 